# Statens hundskola

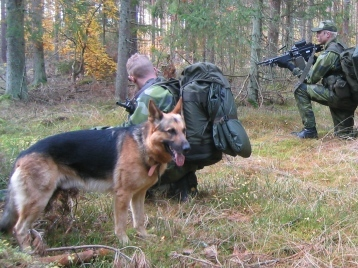
Flygbasjägarhund

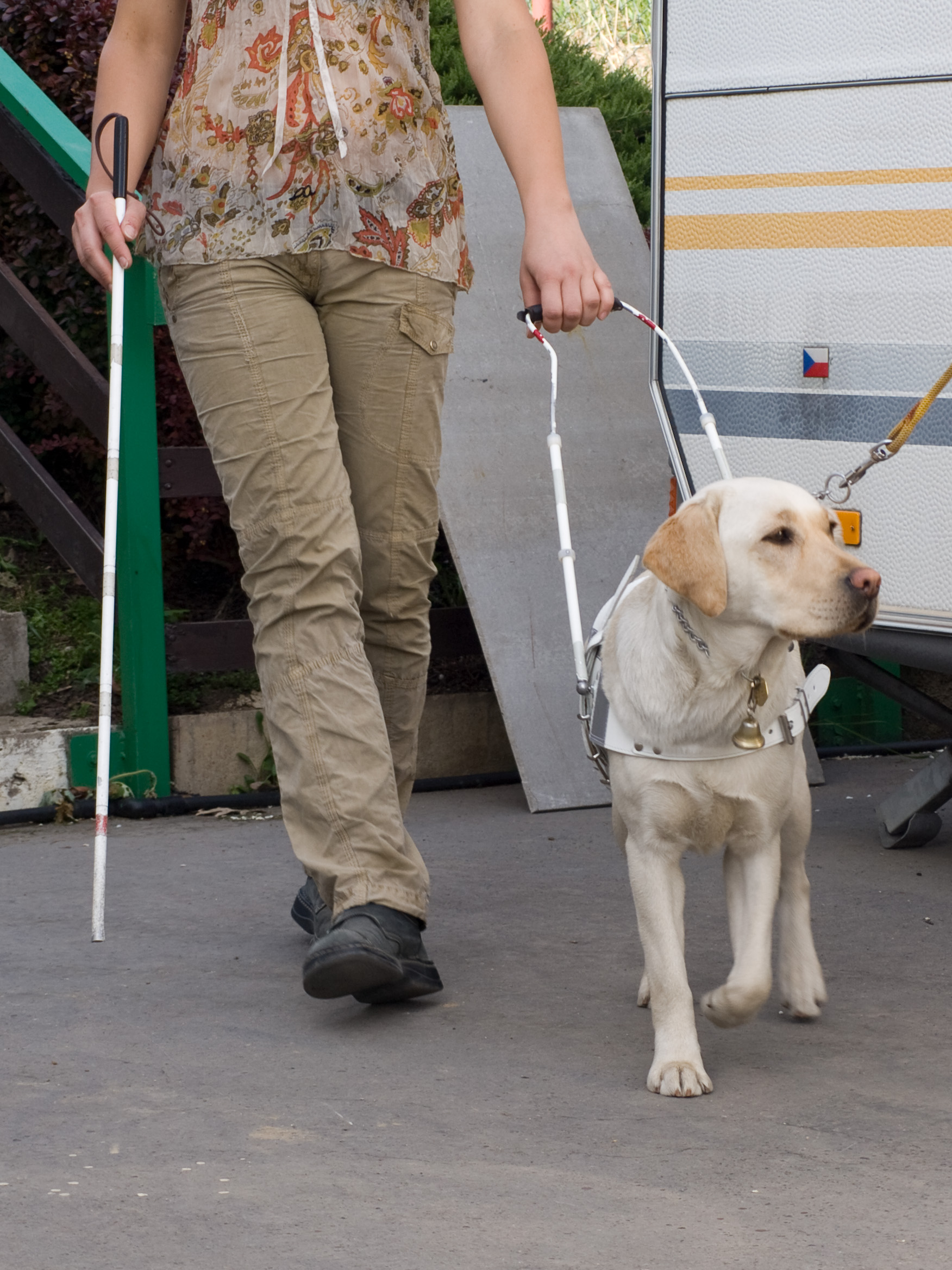
Ledarhund som leder en blind kvinna.

Statens hundskola var en hundskola under socialdepartementet som verkade i olika former åren 1978–1991. Hundskolan var förlagd i Sollefteå garnison i Sollefteå.

## Historik
Från starten 1936 var armén huvudman. År 1962 ändrades namnet till Arméns hundskola. År 1971 blev skolan en självständig myndighet under Försvarsdepartementet och bytte namn till Försvarets hundskola. År 1978 ändrades namnet igen, då till Statens hundskola och samtidigt övergick huvudmannaskapet till Socialdepartementet. Efter bolagiseringen 1991 gick Sollefteå kommun in som delägare året därpå och namnet ändrades till Sveriges hundcenter AB. År 1994 drog sig staten ur, 1996 togs bolaget över av Synskadades riksförbunds koncern Iris AB som ändrade namnet till Hundskolan i Sollefteå AB. Detta företag gick i konkurs 2002. Ledarhundsverksamheten köptes då av det nybildade bolaget Iris Hundskolan AB som i sin tur gick i konkurs 2007 sedan inköpen av ledarhundar konkurrensutsattes 2006 genom offentlig upphandling under Hjälpmedelsinstitutets ansvar.
Redan i samband med att Socialdepartementet tog över verksamheten 1978 hade försvaret börjat köpa sina hundar billigare genom andra kanaler. Vid tiden för bolagiseringen 1991 omfattade uppfödningen över 400 valpar om året.

## Tjänstehundshistorik

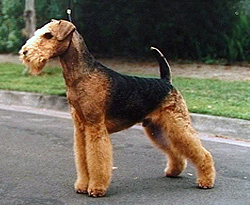
Airedaleterrier.

1911-1914 inledde armén försök med slädhundar och rapporthundar vid Västernorrlands regemente i Sollefteå. Dessa hundar var av rasen airedaleterrier. På 1920-talet återupptogs försöksverksamheten med draghundar, vilket under 1930-talet utökades med rapport- och sjukvårdshundar. Efter 1936 började man utbilda bevakningshundar och under 1940-talet minhundar. 1941 inleddes ett formellt samarbete med polisen om att utbilda skyddshundar, vilket tidigare utförts på försöksbasis.
Mellan 1947 och 1953 utvecklade hundskolan metoder för att lämplighetstesta tjänstehundar för de olika inriktningarna. Dessa metoder ligger fortfarande till grund för Svenska Brukshundklubbens mentalbeskrivningar, liksom korning av brukshundar och de olika lämplighetstesterna för tjänstehundar.
Under 1950-talet avskaffades arméns draghundar, samtidigt började utbildningen av ledarhundar. 1968 levererades de första narkotikahundarna till Tullverket. Under 1970-talet utbildades malmletningshundar på uppdrag av Sveriges Geologiska Undersökning (SGU).